# Obština Nedelino
Obština Nedelino (bulharsky Община Неделино) je bulharská jednotka územní samosprávy ve Smoljanské oblasti. Leží v jižním Bulharsku v jihozápadní části Východních Rodopů. Správním střediskem je město Nedelino, kromě něj zahrnuje obština 15 vesnic. Žije zde necelých 6 tisíc stálých obyvatel.

## Sídla
| - Burevo - Dimanovo - Duňa - Elenka - Gărnati - Izgrev | - Kočani - Kozarka - Krajna - Kundevo - Nedelino (sídlo správy) - Ogradna | - Sredec - Tănka Bara - Vărli Dol - Vărlino |

## Sousední obštiny
| Růžice kompasu |           | Ardino           |        | Růžice kompasu |
| Růžice kompasu | Madan     | Sever            | Džebel | Růžice kompasu |
| Růžice kompasu | Madan     | Obština Nedelino | Džebel | Růžice kompasu |
| Růžice kompasu | Madan     | Jih              | Džebel | Růžice kompasu |
| Růžice kompasu | Zlatograd |                  |        | Růžice kompasu |

## Obyvatelstvo
V obštině žije 5 689 stálých obyvatel a včetně přechodně hlášených obyvatel 7 133. Podle sčítáni 1. února 2011 bylo národnostní složení následující:
- Bulhaři: 5 600 (99.6 %)
- ostatní: 22 (0.4 %)